# 육선엽
육선엽(2005년 7월 13일~)은 KBO 리그 삼성 라이온즈의 우완 투수이다. 
2024년 시즌 후, 호주리그(ABL) 브리즈번 밴디츠(Brisbane Bandits)에서 파견되어 뛰었다

## 삼성 라이온즈시절
2024년에 입단하였는데 이 당시 일본 고교야구 한국 아마야구 프로야구(2000년대 이후)에서 투수들이 주로 다는 1번을 착용하는 것이  유력했으나 뷰캐넌의 뒤를 잇기 위해 뷰캐넌 등번호였던  4번을 선택했다. 2024년 5월 1일 두산 베어스와의 경기에 출전하며 데뷔 첫 경기를 치렀고, 경기에서 1이닝 1피안타 2사사구 무실점을 기록하였다.

## 출신 학교
- 백마초등학교
- 신월중학교
- 장충고등학교

## 통산 기록
| 연도 | 팀명  | 평균자책점 | 경기 | 완투 | 완봉 | 승 | 패 | 세 | 홀 | 승률 | 타자 | 이닝 | 피안타 | 피홈런 | 볼넷 | 사구 | 탈삼진 | 실점 | 자책점 |
| ---- | ----- | ---------- | ---- | ---- | ---- | -- | -- | -- | -- | ---- | ---- | ---- | ------ | ------ | ---- | ---- | ------ | ---- | ------ |
| 2024 | 삼성  | 5.29       | 11   | 0    | 0    | 0  | 0  | 0  | 0  | -    | 87   | 17   | 19     | 3      | 17   | 2    | 11     | 11   | 10     |
| 통산 | 1시즌 | 5.29       | 11   | 0    | 0    | 0  | 0  | 0  | 0  | -    | 87   | 19   | 13     | 3      | 17   | 2    | 11     | 11   | 10     |